# دیوی ۳۶۰۵
سیارک ۳۶۰۵ (به انگلیسی: 3605 Davy، نامگذاری:1932WB) سه هزار و ششصد و پنجمین سیارک کشف شده‌است که در ۲۸ نوامبر ۱۹۳۲ کشف شد.
قدر مطلق سیارک برابر ۱۳٫۰۰ است.